# Oberonia agamensis
Oberonia agamensis är en orkidéart som beskrevs av Johannes Jacobus Smith. Oberonia agamensis ingår i släktet Oberonia och familjen orkidéer. Inga underarter finns listade i Catalogue of Life.